# Denis Bahtijarević
Denis Bahtijarević (* 12. Juli 1971 in Jajce) ist ein bosnischer Handballtrainer und ehemaliger Handballspieler. Seit 1998 besitzt er auch die schwedische Staatsbürgerschaft.

## Karriere

### Als Spieler
Der 1,89 Meter große rechte Außenspieler war von 1991 bis 1999 in Schweden bei IF Guif aktiv. Zur Saison 1999/2000 verpflichtete ihn der deutsche Bundesligist TuS Nettelstedt. Nach zwei Jahren wechselte er nach Spanien zu BM Granollers. 2005 kehrte er nach einem Jahr in der zweiten spanischen Liga bei Lavadores Vigo in die Bundesliga zum VfL Gummersbach zurück, mit dem er am EHF-Pokal 2005/06 teilnahm. Nach einer Spielzeit zog es ihn nach Schweden zurück, wo er anschließend für drei Jahre für den IFK Trelleborg auflief.
Im Dezember 2015 schloss sich Bahtijarević dem Fünftligisten HSG Ostsee N/G an, für den er bis Saisonende 2015/16 gelegentlich als Spieler aktiv war.
Für die bosnisch-herzegowinische Männer-Handballnationalmannschaft bestritt Bahtijarevic 38 Länderspiele.

### Als Trainer
Nach dem Ende seiner Spielkarriere war Bahtijarević ab der Saison 2009/2010 bis zum Herbst 2010 als Cheftrainer bei seinem letzten Verein IFK Trelleborg tätig. In der Saison 2011/12 war in der schwedischen zweiten Liga bei Anderstorp SK angestellt. Ab 2012 war Bahtijarević als Trainer im Nachwuchsbereich des VfL Gummersbach tätig und dort für die A-Jugendmannschaft verantwortlich. Nach der Entlassung von Michiel Lochtenbergh übernahm er im Dezember 2015, gemeinsam mit Jörg Lützelberger, die 2. Mannschaft des VfL Gummersbach in der 3. Liga. Nach dem Klassenerhalt 2016 wurde ihm die alleinige Verantwortung für die Mannschaft übertragen. Im November 2017 übernahm er das Traineramt der Gummersbacher Bundesligamannschaft und folgte damit dem zuvor entlassenen Dirk Beuchler nach. Am 8. März 2019 wurde er vom VfL freigestellt.